# Koszykówka na Letniej Uniwersjadzie 1973
Koszykówka na Letniej Uniwersjadzie 1973 – zawody koszykarskie rozgrywane podczas Letniej Uniwersjady 1973 w Moskwie. W programie znalazły się dwie konkurencje – turniej kobiet i mężczyzn. Rywalizacja kobiet odbyła się po raz piąty w historii letnich uniwersjad, a mężczyźni brali udział w tych zawodach po raz siódmy w historii.
Złoty medal w turnieju kobiet zdobyła reprezentacja gospodyń, Związku Radzieckiego, srebrny Stanów Zjednoczonych, a brązowy Korei Północnej. W turnieju mężczyzn najlepsi okazali się koszykarze ze Stanów Zjednoczonych, którzy wyprzedzili Związek Radziecki. Trzecią pozycję zajęła Brazylia.
Tytuł mistrzowski w rywalizacji mężczyzn dla Stanów Zjednoczonych był trzecim zdobytym przez ten zespół w historii turniejów koszykarskich podczas uniwersjad, a tytuł zdobyty przez reprezentację Związku Radzieckiego w rywalizacji kobiet trzecim w historii.

## Klasyfikacje medalowe

### Wyniki konkurencji
| Konkurencja:     | 1. miejsce        | 2. miejsce        | 3. miejsce     |
| Turniej kobiet   | ZSRR              | Stany Zjednoczone | Korea Północna |
| Turniej mężczyzn | Stany Zjednoczone | ZSRR              | Brazylia       |

### Klasyfikacja medalowa państw
| Nr | Państwo           |   |   |   | Ogółem |
| -- | ----------------- | - | - | - | ------ |
| 1. | Stany Zjednoczone | 1 | 1 | 0 | 2      |
| 1. | ZSRR              | 1 | 1 | 0 | 2      |
| 3. | Brazylia          | 0 | 0 | 1 | 1      |
| 3. | Korea Północna    | 0 | 0 | 1 | 1      |